# Destination (SS501迷你專輯)
《Destination》是韓國人氣男子組合SS501，原定為2010年5月1日發行的正規專輯《501 DAY》因多種原因轉而推遲到5月24日推出的迷你專輯。韓國發行分為限量特別版、普通版兩種版本，限量版於5月24日韓國時間凌晨0時通過韓國網路書店Yes24進行預購，5月28日開始發售，普通版6月3日發售。
此次專輯是由打造【Rebirth】的世界級製作人Steven Lee與NE-YO和Rihanna等國際流行巨星御用混音師Ken Lewis和SS501聯合攜手打造美國紐約-韓國的跨國國際化專輯。
新專辑曲调以悠揚的鋼琴為基調，偋棄過度氾濫的電音旋律，以最能表現樂器的旋律將SS501成員們的感性音律完全展現，讓他們與其他组合明顯區分其獨特的風格。

## 專輯製作

### 錄製與音樂[1]
2010年上半年成功结束亞洲巡演後正式進入新唱片錄製工作，為期3個月間SS501投入新專辑的歌曲和舞台的準備。
主打歌《LOVE YA》的作曲家STEVEN LEE融合管弦樂和鋼琴旋律，曲子雄壯而印象深刻。從而使得SS501能同時展現力量和完美的控制能力，是美國唱片相關人員極度稱讚的曲子。此曲透過美國John Legend 和Kanye Omari West的技術與製作再加上格萊美獎得主Ken Lewis的混音進一步提升整首曲子的完整度。
《LET ME BE THE ONE (那就是我…)》是由SS501的<Love Like This>作曲者STEVEN LEE, SEAN ALEXANDER，ANDRE MIEUX 合作完成。讓人中毒的R&B旋律讓SS501輕鬆駕馭，展現讓人無法抗拒的成熟風格。參與製作NE-YO的《SO SICK》 《CLOSER》，《BECAUSE OF YOU》及最近第一位的廣告歌RIHANNA的"RUDE BOY"等世界歌曲誕生的KEVIN DAVIS，加上SS501 PERSONA亞洲巡演舞台公開的人氣dance歌曲《CRAZY 4 U》因沒有收錄到上張專輯而得到歌迷要求收入此張專輯中。
專輯的最後一首《Forever(直到永遠)》是在英國錄製完成。來自德國的Frankfurt添加了大量的歐洲Power-Pop的元素。由SS501成員永生填寫優美的歌詞。

### 造型
《Destination》中的西裝背面薄衫鏤空造型服飾及整體造型由贊助Dominic'Way設計師宋惠明所設計。專輯寫真形象分為兩個部分，第一部分《before》風格清新，代表了以往的SS501，第二部分《after》則是濃墨重彩，成員們著厚重妝容，手拿防毒面罩、手銬、皮鞭等小道具，在SPECIAL EDITION裏以所謂善與悪的(SM)型式呈現，而NORMAL以整體線條優美的造型以及強烈性感的黑與白帶出他們的形象，透露著低調但是狂熱的氣息，展示了這張專輯的概念，這種前後的強烈對比之下，顯示了SS5001對轉型的決心。

## 曲目
1. Let Me Be The One 那就是我...（그게 나라고...） 〖04:05〗
  - 作詞：이승재；作曲：STEVEN LEE, ANDRE MIEUX, Sean Alexander；編曲：STEVEN LEE, ANDRE MIEUX, Sean Alexander
  - 混音師：KEVIN DAVIS
2. Love Ya 〖03:25〗 
  - 作詞：이승재；作曲：STEVEN LEE；編曲：STEVEN LEE
3. Crazy 4 U  〖03:43〗
  - 作詞：이승재；作曲：STEVEN LEE；編曲：STEVEN LEE
4. 直到永遠（영원토록） 〖04:58〗 
  - 作詞：許永生
  - 作曲：PAUL DREW, FREAKCHILD, GREIG WATTS, CHRISTIAN WEBER, PETER BARRINGER；編曲：PAUL DREW, GREIG WATTS, PETER BARRINGER
5. Let Me Be The One(acoustic ver)（그게 나라고..） 〖04:07〗
  - 作詞：이승재；作曲：STEVEN LEE, ANDRE MIEUX, Sean Alexander；編曲：STEVEN LEE
6. Love Ya (inst.)  〖03:23〗
  - 作曲：STEVEN LEE；編曲：STEVEN LEE

## 音樂節目獎項
| 年份 | 日期    | 電視台 | 節目名稱   | 獲獎歌曲 | 排名        |
| ---- | ------- | ------ | ---------- | -------- | ----------- |
| 2010 | 6月11日 | KBS    | MUSIC BANK | Love Ya  | K-Chart 1位 |
| 2010 | 6月18日 | KBS    | MUSIC BANK | Love Ya  | K-Chart 1位 |

## 音樂錄影帶
| 年份 | 日期    | 名稱                                    | 備註                                                           |
| ---- | ------- | --------------------------------------- | -------------------------------------------------------------- |
| 2010 | 5月31日 | LOVE YA（页面存档备份，存于）           | 5月24日5時01分公開MV Tease 由JOY3D製作成3D版MV                 |
| 2010 | 7月8日  | Let Me Be The One（页面存档备份，存于） | SS501成長歷程MV，記錄著SS501從未公開過的從出道到至今的珍貴影像 |

## 成績
- Hanteo 2010-5-31~2010-6-6週榜普通版獲第一名，限量特別版獲第二名
- Hanteo Album Sales Charts 2010上半年銷量37,387+[2]。全年銷量49,000+
- Gaon Album Sales Charts 2010全年銷量61,918+[3]
- Hottracks Album Sales Charts 2010上半年2010年1月1日～6月30日銷量43,546+[4]

 臺灣
- G- Music東洋榜2010年26週獲第二名，綜合榜2010年26週獲第二名
- 五大唱片日韓榜2010年26週獲第三名
- 光南哈燒音樂榜年度銷售揭示榜2010年韓語榜獲第八名
- 線上音樂排行榜KKBOX、EzPeer中，獲第二至第五位的音源排名
- Mobile Chart (TWM , FET , emome) ，皆榜上有名
- 博客來2010年26週B版本獲第一名，每月排行榜A盤得到第三和第四名，B盤則保持第一名
- 銷售榮獲台灣白金獎

## 發行版本
| 版本                  | 地區 | 發行日期      | 發行商     | 形式   | 贈品 |
| --------------------- | ---- | ------------- | ---------- | ------ | --- |
| 韓國限量特別版        |      | 2010年5月24日 | CJ E&M     | CD     | 海報，質感書卡 |
| 韓國限量特別版        | 日本 | 2010年6月7日  | Mnet Media | CD     | 海報，質感書卡 |
| 韓國限量特別版        | 臺灣 | 2010年6月15日 | 華納音樂   | CD     | 海報，質感書卡 |
| 韓國普通版            |      | 2010年5月24日 | CJ E&M     | CD     | － |
| 韓國普通版            | 日本 | 2010年6月11日 | Mnet Media | CD     | － |
| 台灣獨占豪華限定(A)盤 | 臺灣 | 2010年6月25日 | 華納音樂   | CD     | 1. SS501簽名偶像卡 (五張一組) (每張偶像卡尺寸16.5cm*12cm ，含專屬信封套) 2. SS501最新造型巨星檔案夾 A款（紙製品） （檔案夾展開大小為44cm*29.5cm） (預定)得SS501最新造型超大型珍藏海報 A款(限量贈送，尺寸約為100cm*60cm )                       |
| 台灣獨占豪華限定(A)盤 | 日本 | 2010年6月29日 | 華納音樂   | CD     | 1. SS501簽名偶像卡 (五張一組) (每張偶像卡尺寸16.5cm*12cm ，含專屬信封套) 2. SS501最新造型巨星檔案夾 A款（紙製品） （檔案夾展開大小為44cm*29.5cm） (預定)得SS501最新造型超大型珍藏海報 A款(限量贈送，尺寸約為100cm*60cm )                       |
| 台灣獨占豪華限定(B)盤 | 臺灣 | 2010年6月26日 | 華納音樂   | CD+DVD | 1. 全球獨家BONUS DVD (包含最新主打歌「Love ya」中文上字版完整MV與韓國原汁原味28秒MV Teaser) 2. SS501最新造型偶像書籤卡 (五張一組) 3. SS501最新造型巨星檔案夾 B款（紙製品 (預定)得SS501最新造型超大型珍藏海報B款(限量贈送，尺寸約為100cm*60cm ) |
| 台灣獨占豪華限定(B)盤 | 日本 | 2010年7月5日  | 華納音樂   | CD+DVD | 1. 全球獨家BONUS DVD (包含最新主打歌「Love ya」中文上字版完整MV與韓國原汁原味28秒MV Teaser) 2. SS501最新造型偶像書籤卡 (五張一組) 3. SS501最新造型巨星檔案夾 B款（紙製品 (預定)得SS501最新造型超大型珍藏海報B款(限量贈送，尺寸約為100cm*60cm ) |
| 日本豪華限定版        | 日本 | 2010年8月18日 | Mnet Media | CD+DVD | - Special DVD 1. 「LOVE YA」MV 2. 「LET ME BE THE ONE」MV（擷取SS501於「LOVE YA」宣傳期的活動影像編輯而成的MV。） - 郵票型貼紙（※無法做郵票使用。） - 日語翻譯歌詞本 - (預定)得SS501最新明信片兩張                                             |

## 活動紀錄

### 宣傳
2010年6月18日SS501的所屬經紀公司DSP Media透過官方網站表示SS501“LOVE YA ”宣傳活動已從5月28日到6月13日结束。因SS501的合約到2010年6月7日全面結束。而準備這次專輯的過程中，經紀公司和隊員們商議活動期間，考慮到已經合約結束，所以這次專輯僅宣傳了2~3週。

#### 簽名會
| 日期          | 地點                             |
| 2010年5月28日 | 首爾 新道林                      |
| 2010年5月29日 | 釜山 新世界百貨店1樓後門噴水廣場 |
| 2010年5月29日 | 大邱 永豐文庫                    |
| 2010年5月30日 | 首爾 KBS 88體育館                |

### 插曲
2010年6月11日SS501歌曲“LOVE YA ”在宣傳一週後獲得KBS「音樂銀行」一位，獲獎後五位成員集體向現場觀眾和電視機前的粉絲“行大禮”表達了對粉絲無限的謝意。

## 抄襲事件
- 2012年7月5日越南歌手Phong Đạt歌曲Chỉ Còn Lại Nỗi Đau被指出抄襲SS501《Love Ya》一曲，不僅旋律極其相同，就連舞蹈也十分相似[7][8]。

## 外部連結
- SS501韓國官方網站
- 金賢重個人韓國官方網站（页面存档备份，存于）
- （日語）金賢重個人日本官方網站（页面存档备份，存于）
- 許永生個人韓國官方網站
- （日語）許永生個人日本官方網站
- 金奎鐘個人韓國官方網站（页面存档备份，存于）
- （日語）金奎鐘個人日本官方網站
- 朴政珉個人韓國官方網站（页面存档备份，存于）
- （日語）朴政珉個人日本官方網站
- 金亨俊個人韓國官方網站
- （日語）金亨俊個人日本官方網站（页面存档备份，存于）